# Kumari Kamala
Kumari Kamala (née le 16 juin 1934) est une danseuse et actrice indienne (également connue sous le nom de Kamala Lakshman). Comme actrice, elle a joué dans près de 100 films tamouls, hindous, telougous et kannada tout au long de sa carrière. Dans les années 1970, elle devient professeur de danse vazhuvoor (un style de danse bharata natyam dans lequel elle se spécialise). Ce parcours qui s’amorce dans un contexte historique crucial, l’acquisition de l’indépendance, avec une certaine importance accordée à la danse indienne comme un des éléments de l’identité nationale, est marqué ensuite par une évolution, durant la deuxième moitié du siècle, vers un art conçu davantage comme un divertissement.

## Biographie
Elle est née dans une famille brahmanique à Mayuram, en Inde. Ses sœurs Rhadha et Vasanti sont aussi danseuses. Très jeune, Kamala a commencé à prendre des leçons de danse kathak auprès de Lachhu Maharaj à Bombay. Elle suit également des cours de musique classique hindoustani auprès de Shankar Rao Vyas. Elle est découverte à l'âge de quatre ans par le réalisateur tamoul A.N. Kalyanasundaram Iyer lors d'un récital de danse. Il la fait jouer, encore enfant, pour de petits rôles dans ses films Valibar Sangham (sorti en 1938) et Ramanama Mahimai (sorti en 1939) où elle a été créditée sous le nom de Kamala. Elle est ensuite remarquée par d'autres cinéastes et dans la distribution de films hindi avec Jailor en 1938, Kismet et Ram Rajya en 1943. La mère de Kamala déménage à Madras pour que sa fille puisse s'entraîner avec des professeurs de bharata natyam bien connue : Kattumannarkoil Muthukumara Pillai et Vazhuvoor B. Ramaiyah Pillai. Le premier rôle de Kamala dans un film tamoul à succès remonte à 1944 avec Jagathalaprathapan où elle interprète l'attam Paampu ou danse du serpent, une danse du pays tamoul, où l’'interprète simule les mouvements du serpent, se tortillant, rampant et faisant des mouvements rapides de morsure avec la tête et les mains. D’autres rôles dans des longs métrages suivent pour « baby Kamala ». Mais un film de début d’année 1947 (qui anticipe de quelques mois l’indépendance de l’Inde), Nam Iruvar,(Nous deux), a un retentissement bien spécifique dans le contexte historique mouvementé de l’époque. Ce film est pétri de patriotisme et de chants gandhiens. Il utilise les chansons d’un poète iconique de l’Inde du Sud, Subramanya Bharathi, en langue tamoule. Kumari Kamala y interprète plusieurs numéros de danse qui marquent les esprits, et qui placent de fait une forme de danse, le bharata natyam, au cœur de l’identité culturelle de la future nation. Le film est crédité d'avoir déclenché une « révolution culturelle » dans toutes les régions de langue tamoule en Inde,,.
En 1953, Kamala est invitée à se produire devant la reine Elizabeth II lors des festivités de son couronnement. À la fin des années 1950, elle effectue une tournée internationale en Chine et au Japon. Elle divorce en 1960 de son premier époux, le caricaturiste R. K. Laxman. En 1970, le gouvernement indien lui décerne la Padma Bhushan, la troisième plus haute distinction civile de l'Inde Elle enseigne également la danse pendant deux mandats à l'université Colgate.
En 1980, elle s'installe définitivement aux États-Unis, à New York, et commence à y enseigner la danse classique indienne. Son deuxième mari, T. V. Lakshminarayananan, meurt en 1983. Un fils est issu de son second mariage, Jainand Narayan, officier dans l'armée américaine. Elle continue à effectuer des tournées, avec une compagnie de quatre danseuses, parmi lesquelles ses deux sœurs,et de trois musiciens, flûte, et percussions.
Elle fonde une école de danse à Long Island, la Shri Bharatha Kamalalalaya. En 2010, elle reçoit une bourse du National Heritage Fellowship du National Endowment for the Arts pour sa contribution aux arts.